# UFC Fight Night: Cannonier vs. Rodrigues
UFC Fight Night: Cannonier vs. Rodrigues (también conocido como UFC Fight Night 251 y UFC Vegas 102) fue un evento de artes marciales mixtas producido por Ultimate Fighting Championship que se llevó a cabo el 15 de febrero de 2025 en el UFC Apex en Enterprise, Nevada, parte del Valle de Las Vegas, Estados Unidos.

## Antecedentes
Se espera que una pelea de peso mediano entre el ex retador al Campeonato de peso mediano de UFC Jared Cannonier y el ex campeón de peso mediano de LFA Gregory Rodrigues encabece el evento.
Para este evento estaba prevista una pelea de peso mediano entre Jacob Malkoun y Rodolfo Vieira. Sin embargo, Malkoun se retiró de la pelea debido a una lesión no revelada. Fue reemplazado por Andre Petroski.

## Bonificaciones
Los siguientes peleadores recibieron bonificaciones de 50.000 dólares.
- Pelea de la Noche: Jared Cannonier vs. Gregory Rodrigues
- Actuación de la Noche: Edmen Shahbazyan y Gabriel Bonfim